# NGC 3573
NGC 3573 је лентикуларна галаксија у сазвежђу Кентаур која се налази на NGC листи објеката дубоког неба.
Деклинација објекта је - 36° 52' 32" а ректасцензија 11h 11m 18,1s. Привидна величина (магнитуда) објекта NGC 3573 износи 12,4 а фотографска магнитуда 13,3. Налази се на удаљености од 41,590 милиона парсека од Сунца. NGC 3573 је још познат и под ознакама ESO 377-22, MCG -6-25-11, AM 1108-363, IRAS 11089-3636, PGC 34005.